# Paleopyrenomycites devonicus
Paleopyrenomycites devonicus is een uitgestorven schimmelsoort uit het Pragien (Devoon), die behoorde tot het geslacht Paleopyrenomycites van de ascomyceten. Waarschijnlijk behoorde de schimmel tot de onderstam Pezizomycotina.
In de Rhynie Chert, een bekende vindplaats van plantenfossielen, gelegen in het Schotse Aberdeenshire, werd de schimmel gevonden in doorsneden onder de epidermis van "bladeren" (enaties), geen echte bladeren omdat ze geen vaatbundels hebben, uitlopers en wortelstokken van de vroegere landplant Asteroxylon mackiei. De schimmel vormde sporenzakjes, ascosporen en peritheciën. Paleopyrenomycites devonicus werd op zijn beurt weer door andere schimmels geparasiteerd.
De wisselwerkingen tussen schimmel en plant zijn daarmee al zeer vroeg ontstaan; er wordt zelfs gespeculeerd dat de enge symbiotische relatie tussen planten en schimmels een voorwaarde kan zijn geweest voor het koloniseren van het land.